# The Anacreontic Song
The Anacreontic Song (en anglais La Chanson anacréontique), également connu sous le surnom To Anacreon in Heaven (en anglais À Anacréon au paradis, qui est le début de la chanson) est une chanson britannique composée par John Stafford Smith en 1771 afin de mettre en musique les paroles du poème éponyme écrit en 1770 par Ralph Tomlinson, président de l'Anacreontic Society (en) (en anglais Société anacréontique), un club de gentilshommes du XVIIIe siècle, de musiciens amateurs de Londres dont John Stafford Smith faisait également partie.

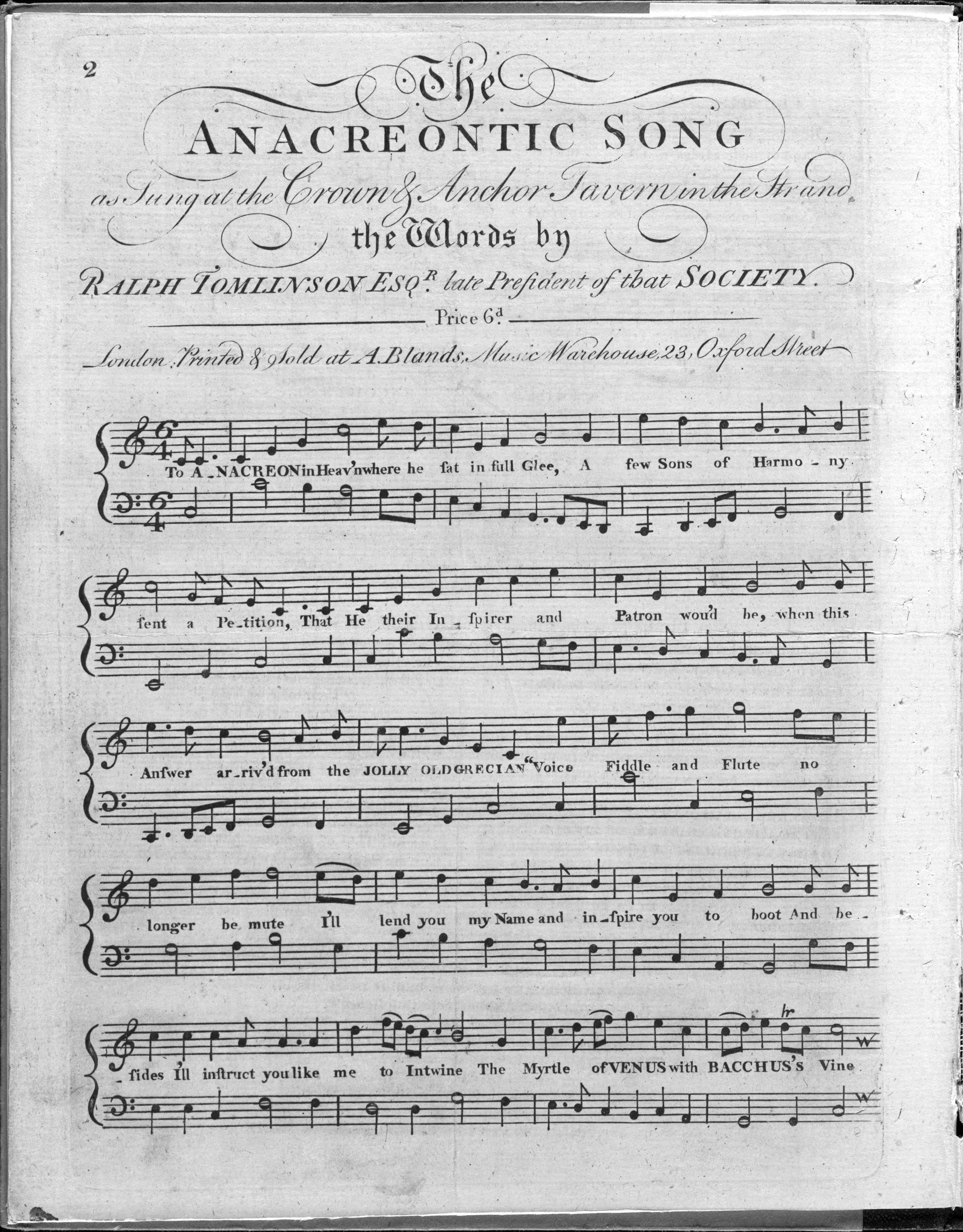
1repage de la partition éditée en 1790.

Anacréon (-550 — -464)  est un poète grec antique connu pour ses chansons à boire, mais où il incite toujours à une certaine modération permettant de garder sa lucidité et qui inspira ce groupe de musiciens aimant la vie et la bonne humeur.
Cette chanson aurait été un test de sobriété ; si les gens de cette société étaient capables de chanter un couplet de cette chanson, ils pouvaient alors continuer à boire. Ce club se réunissait dans la taverne « Crown & Anchor » sur Arundel Street, dans The Strand, à Londres.
La partition originale en plus du chant indique des portées pour les chœurs, pour la guitare et pour la flûte traversière (German flute sur la partition) .

## Réutilisation de la mélodie dans des chants patriotiques
La mélodie a ensuite été utilisée par différents écrivains pour accompagner leurs paroles patriotiques.
Elle fut notamment celle de l'hymne du Luxembourg avant d'être remplacé par Ons Heemecht. [réf. nécessaire]
Parmi les autres interprétations il y existe deux chansons de Francis Scott Key, dont le plus fameux poème est « Defence of Fort McHenry » (en anglais : Défense du Fort McHenry), dont la combinaison ultérieure devint connue sous le nom « The Star-Spangled Banner » (La bannière étoilée) et fut adopté comme hymne national des États-Unis d'Amérique en 1931.

## Paroles
Paroles originales en anglais à gauche et traduction en français à droite.
| The Anacreontic Song                                   | La Chanson anacréontique                                      |
| To Anacreon in Heav'n, where he sat in full glee,      | À Anacréon au paradis, où il trône dans l'allegresse,         |
| A few Sons of Harmony sent a petition;                 | Quelques fils de l'harmonie avaient envoyé une pétition ;     |
| That he their Inspirer and Patron wou'd be;            | Pour qu'il soit leur inspirateur et patron ;                  |
| When this answer arrived from the Jolly Old Grecian:   | Lorsque cette réponse arriva de la part du bon vieux grec :   |
| "Voice, Fiddle, and Flute,                             | « Voix, fiddle et flûte,                                      |
| No longer be mute,                                     | Ne doivent plus se taire,                                     |
| I'll lend you my name and inspire you to boot,         | Je vais vous prêter mon nom et encore vous inspirer ,         |
| And besides I'll instruct you like me, to intwine,     | Et de plus, je vais vous vous instruire à mêler comme moi     |
| The Myrtle of Venus with Bacchus's vine!"              | Le myrte de Vénus avec la vigne de Bacchus ! »                |
|                                                        |                                                               |
|                                                        |                                                               |
| The news through Olympus immediately flew;             | Les nouvelles volèrent immédiatement jusqu'à l'Olympe ;       |
| Where Old Thunder pretended to give himself airs --    | Où le vieux Tonnerre prétendait se donner des airs : --       |
| "If these mortals are suffer'd their scheme to pursue, | « Si on laisse ces mortels poursuivre leur projet             |
| The devil a goddess will stay above stairs.            | Pas une seule déesse ne restera là-haut.                      |
| Hark! already they cry,                                | Oyez ! Les voilà qui crient                                   |
| In transports of joy.                                  | Dans des transports de joie :                                 |
| "A fig for Parnassus! to Rowley's we'll fly;           | « Au diable le Parnasse ! Vers Rowley nous accourons ;        |
| And there, my good fellows, we'll learn to entwine,    | Et là, mes bonnes amies, nous apprendrons à mêler             |
| The myrtle of Venus with Bacchus's vine."              | Le myrte de Vénus avec la vigne de Bacchus. »                 |
|                                                        |                                                               |
|                                                        |                                                               |
| The yellow-hair'd god, and his nine fusty maids,       | Le dieu aux cheveux jaunes et ses neuf servantes défraîchies, |
| To the hill of old Lud will incontinent flee.          | À la colline du vieux Lud vont aussitôt courir.               |
| Idalia will boast but of tenantless shades,            | Idalie n'aura plus que des ombres inhabitées                  |
| And the biforked hill a mere desert will be.           | Et le mont au double sommet sera un désert.                   |
| My thunder, no fear on't,                              | Ma foudre, n'en doutez point,                                 |
| Will soon do its errand,                               | Bientôt fera son office,                                      |
| And dam'me! I'll swinge the ringleaders, I warrant.    | Et - nom de moi !- je châtierai les meneurs, je vous le jure. |
| I'll trim the young dogs, for thus daring to twine,    | Je vais apprendre à ces jeunes chiens à oser ainsi mêler      |
| The myrtle of Venus with Bacchus's vine.               | Le myrte de Vénus avec la vigne de Bacchus. »                 |
| [...]                                                  |                                                               |
|                                                        |                                                               |
| Ye Sons of Anacreon, then join hand in hand;           | Nous fils d'Anacréon, joignons alors les mains ;              |
| Preserve unanimity, friendship and love!               | Préservons l'union, l'amitié et l'amour !                     |
| 'Tis yours to support what's so happily plann'd;       | C'est à vous de soutenir ce joyeux projet                     |
| You've the sanction of Gods and the fiat of Jove.      | Vous avez l'approbation des dieux et l'agrément de Jupiter.   |
| While thus we agree Our toast let it be:               | C'est pour cela que nous portons ensemble ce toast :          |
| "May our club flourish happy, united and free!         | « Puisse notre club fleurir heureux, uni et libre !           |
| And long may the sons of Anacreon intwine              | et puissent longtemps les fils d'Anacréon mêler               |
| The Myrtle of Venus with Bacchus's Vine."              | Le myrte de Vénus avec la vigne de Bacchus. »                 |